# Леон Дегрель
Леон Дегрель (фр. Leon Degrelle; нім. Leon Degrel; 15 червня 1906, Буйон, Люксембург, Королівство Бельгія — 1 квітня 1994, Малага, Андалусія, Королівство Іспанія) — бельгійський політик, один з лідерів бельгійських колабораціоністів під час Другої світової війни, засновник Рексистської партії, командувач 28-ї добровольчої дивізії СС «Валлонія». Письменник — він опублікував понад сорока книг і нарисів, від поезії до економіки, від архітектури до історії.

## Життєпис
Народився в сім'ї, з якої вийшло дуже багато священиків-єзуїтів. Батько — пивовар, депутат парламенту. З 1925 року Леон два роки вивчав філософію і право в університеті Леобен, здійснив подорож світом. Зайнявся політикою. В кінці 20-х роках член «Аксьон франсез» (франкомовного профашистського руху). Лідер бельгійської націонал-соціалістичної Партії Рексистів (у середині 30-х вона мала третю за величиною фракцію в парламенті). Директор видавничого дому «Рекс». У 1930 році призначений заввідділу зі зв'язків із громадськістю партії «Католицька дія». В 1932 році партія «Католицька дія» доручила Дегрелю організацію виборчої компанії. Проте його курс, спрямований на боротьбу з масонським впливом всередині цієї партії, привів Дегреля до розриву з нею і створення у травні 1935 року партії «Народний Фронт» («Front Populaire»), яку частіше називають рухом рексистів.
З 1936 по березень 1937 депутат муніципальної ради Брюсселю. З 1937 року депутат парламенту. 10 травня 1940 заарештований бельгійською поліцією, пройшов 22 в'язниці, незабаром виданий німцям.
Воював у складі добровольчого легіону СС «Валлонія» . Був кілька разів поранений. Закінчив війну бригадефюрером СС. Всі свої нагороди та відзнаки він заслужив на фронті. Після чотирьох безперервних років боїв, його легіон в числі останніх залишив Радянський Союз. Свою участь у війні він описав у епопеї «Кампанія в Росії».
Коли Дегрель повернувся до Брюсселя після чотирьох років боїв на Східному фронті — йому надали найбільший масовий прийом в бельгійській історії. Тисячі бельгійців вишикувалися на вулицях Брюсселя, щоб привітати генерала, який повернувся лише за два місяці до захоплення Бельгії союзниками".
В кінці війни втік до Іспанії, а в 1946 році — до Аргентини, потім повернувся до Іспанії, де жив під ім'ям Леона Хосе де Роміреса-Рена (в Коста дель Соль). Написав 15 книг, у тому числі «Лист папі Римському». Помер у ніч з 31 березня на 1 квітня 1994 р., в Малазі в госпіталі Сан-Антоніо-Парк.
До кінця життя залишався вірним нацистським ідеалам, неодноразово заперечував Голокост. Його екстрадиція до Бельгії була відвернена франкістським урядом за особистого втручання Франко.

## Про росіян та українців
|  | Росіяни - це великий народ. Коли ми прийшли на вашу землю, то були впевнені, що зустрінемося з унтерменшами-азіатами. Так говорила нам наша пропаганда. Але незабаром ми зрозуміли, що це брехня. Росіяни і українці - великі європейські народи: мужні, шляхетні і великодушні. Ідея колонізації Росії стала представлятися небезпечною і непотрібною ілюзією, росіяни були повинні увійти до складу Рейху на рівних з германськими народами підставах. Я спробував донести цю думку до Гітлера і Гіммлера ... Але у них були сильні пангерманські забобони. Навіть переконати їх ставитися по-іншому до французів і валлонів мені коштувало великої праці. <...> А росіян я вважаю єдиним молодим європейським народом. Вони здатні до національного відродження і порятунку всієї Європи. |

## Звання
- 15.02.42 — єфрейтор,
- 25.02.42 — обер-фельдфебель,
- 01.05.42 — лейтенант,
- 01.06.43 — оберштурмфюрер СС,
- 01.01.44 — гауптштурмфюрер СС,
- 20.04.44 — штурмбанфюрер СС,
- 01.01.45 — оберштурмбанфюрер СС,
- У січні 1945 — (20.04.45) штандартенфюрер СС,
- 02.05.45 — бригадефюрер СС і генерал-майор військ СС.

## Нагороди
(22 німецьких):
- Хрест Воєнних заслуг 2-го класу з мечами
- Залізний хрест 2-го класу (3 березня 1942) — нагороджений особисто генералом Вернером Занне за хоробрість у боях біля села Громова Балка.
- Знак «За поранення» в чорному (23 березня 1942)
- Залізний хрест 1-го класу (25 травня 1942)
- Медаль «За зимову кампанію на Сході 1941/42» (15 серпня 1942) - нагороджений генералом Ернстом Руппе.
- Штурмовий піхотний знак в сріблі (25 серпня 1942) — нагороджений генералом Ернстом Руппе.
- Лицарський хрест Залізного хреста (20 лютого 1944) — за прорив з «Черкаського котла».
- Нагрудний знак ближнього бою в бронзі (20 лютого 1944)
- Знак «За поранення» в сріблі (20 лютого 1944)
- Знак «За поранення» в золоті (19 березня 1944)
- Нагрудний знак ближнього бою в сріблі (19 березня 1944)
- Згадується у доповіді Вермахтберіхт (22 серпня 1944)
- Лицарський хрест Залізного хреста з дубовим листям (27 серпня 1944)
- Нагрудний знак ближнього бою в золоті (14 вересня 1944)
- Німецький хрест у золоті (9 жовтня 1944)

## Медіа
Леон Дегрель